# 위키백과 종말의 예측
여러 출판물들과 평론가들은 일련의 "위키백과 종말의 예측"을 언급하였다. 위키백과가 2005년 즈음 잘 알려지기 시작하자 여러 추측과 증거 없는 주장에 기반한 쇠퇴 시나리오가 등장하였다. 이를테면 일부는 위키백과 문서의 품질이 하락하고 있다고 주장하며 다른 이들은 잠재적인 편집자가 외면한다고 이야기한다. 다른 이들은 위키백과 공동체 내 의견 충돌이 프로젝트의 하나인 위키백과의 붕괴를 야기할 것이라고 넌지시 이야기한다.
일부 예측은 위키백과에 대한 비판을 치명적인 결점으로 표출하며 경쟁 웹사이트가 치명적인 결점 없이 위키백과가 하는 일을 할 것이라는 예측이 있다. 이는 위키백과가 현재 가지고 있는 집중과 자원을 포착하면서 위키백과 킬러가 된다는 의미이다. 수많은 온라인 백과사전들이 존재하며 위키백과의 대안으로 제안되는 것들에는 구글의 놀, 울프럼 알파, AOL의 Owl이 포함된다.

## 요인
일부 비평가들은 특정한 거짓말, 오류, 프로파간다, 기타 불량한 내용을 언급하며 양질의 콘텐츠 부족으로 말미암아 사람들이 다른 곳에서 더 나은 콘텐츠를 찾으러 갈 것이라고 주장한다.
위키백과는 수백만 명의 자발적인 편집자들에 의해 크라우드소싱을 받는다. 수천 수만의 사람들이 내용 대부분에 기여하며 수천 명이 품질 통제와 유지보수 작업을 한다. 2010년대에 사용자 수는 꾸준히 증가하지 않고 있으며 종종 감소되는 경향을 보인다. 여러 출처에 따르면 위키백과는 상당히 소수의 편집자들이 참여할 것이고 참여 부족으로 붕괴할 것이라고 예측하였다.
위키백과는 수천 명의 자발적인 관리자들이 있으며 이들은 포럼 관리자들이 수행하는 것과 유사한 기능들을 포함하여 다양한 기능들을 수행한다. 비평가들은 이들의 행동이 냉혹하고, 관료주의적이며 편견되고 불공평하고 변덕스럽다고 지적하였으며 그 결과로 일어나는 분노로 인해 사이트가 폐쇄될 것이라고 예측하였다. 해당 비평가들 중 일부는 관리자의 의무를 이해하고 있으며 그 밖의 비평가들은 이들이 사이트를 그저 통치하고 있는 것으로 추정한다.
2012년의 다양한 기사들은 영어 위키백과의 새 관리자 모집의 쇠퇴가 위키백과의 종말을 일으킬 것이라고 보고하였다.
다른 이들은 위키백과의 유용한 문서들의 보증되지 않은 삭제가 위키백과 종말의 전조가 될 것이라고 본다. 이는 편집자의 실망과 노여움을 불러일으키는 근원이다. 이로 인해 딜리션피디아(Deletionpedia)가 탄생하는 계기가 되었는데, 이후 중단되어 콘텐츠들은 웹 아카이브로 보관되는 상황에 처하게 되었다.

### 편집자의 감소
이코노미스트가 출판한 2014년 트렌드 분석에 따르면 영어 위키백과판의 편집자 수가 7년 사이 3분의 1만큼 감소되었다. 영어 위키백과의 활동 편집자의 감소율은 다른 언어판(영어 위키백과가 아닌 다른 언어 위키백과들)보다 상당히 더 높음을 이코노미스트가 지적하였다. 다른 언어판들의 경우 활동 편집자 수(한 달에 최소 5회 편집하는 사용자 수)가 2008년 이후로 상대적으로 일정한 편이라고 보고하였다. (42,000 명 정도의 편집자. 그 중 대략 2,000명 시즌 오차 있음.)
영어 위키백과에서 활동 편집자 수는 2007년 대략 50,000명으로 최고점을 이룩한 이후 2014년 30,000명으로 감소하였다.

## 독자의 환경 변화와 기부금
2015년 기준으로, 컴퓨터에서 위키백과를 보는 독자의 수가 감소하였다. 전화 사용의 증가는 최소한 모금에 대한 위협이 되고 있다. 당시 위키미디어 재단은 소득이 한 해 예산 비용과 맞먹는다고 보고하였다. 한편, 봉급을 받는 직원의 수는 상당히 증가하였고 이에 따라 비용이 증가하였다.

## 같이 보기
- 위키백과에 대한 비판
- 페이스북 종말의 예측
- 구글 종말의 예측
- 위키백과 제로 (2012년부터 2018년까지 운영)[21]